# Premio Figari
El Premio Figari galardona anualmente a artistas visuales de Uruguay en reconocimiento a su trayectoria. 

## Historia
Fue instituido en 1995 por el Banco Central del Uruguay, a iniciativa del entonces Presidente de la institución, el economista y escultor Ricardo Pascale. Desde 2010 la organización del premio está a cargo del Museo Figari, dependiente de la Dirección Nacional de Cultura del Ministerio de Educación y Cultura de Uruguay.
Se trata de un reconocimiento a artistas en actividad que supone una consagración en su línea de trabajo. De carácter no competitivo, en cada edición el comité organizador propone un jurado calificado que se encarga de analizar la situación de los artistas más destacados, reviendo sus logros, trayectoria e incidencia en el ámbito local e internacional.
Desde sus comienzos, la modalidad y el formato del premio ha ido cambiando, aunque no su cometido. En la primera edición se realizó un llamado, se seleccionaron cinco finalistas y se otorgó un Primer Premio. Ya a partir de la segunda edición se eliminó la competencia y se otorgaron tres premios de igual cuantía económica. Algunas ediciones se caracterizaron por premiar a tres artistas de la misma disciplina o con características formales similares.
A partir de su décima edición se incorporó la participación de la Asociación Uruguaya de Críticos de Arte (AUCA) en la selección y organización, hasta el año 2009, en que a partir de un comodato firmado con el Ministerio de Educación y Cultura el premio pasó a ser gestionado por la Dirección Nacional de Cultura y el ‘’Espacio Figari’’ se convirtió en sede del Museo Figari.

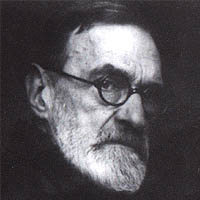
Pedro Figari

A partir de su edición XV, el Premio Figari se otorga anualmente a un único artista, como reconocimiento a su trayectoria y estímulo a la creación nacional.
En 2011 se realizó en el Museo Nacional de Artes Visuales una retrospectiva con las obras de los 47 artistas premiados en las 15 ediciones del premio hasta ese momento, pertenecientes al acervo del Banco Central del Uruguay.

## Reconocimiento
Con su nombre el premio rinde homenaje a Pedro Figari (1861-1938), una de las figuras más influyentes en la gestación de una conciencia integral del medio artístico uruguayo. Como abogado, legislador, político, periodista, docente y artista, la actividad de Figari estuvo marcada por una vital preocupación por las cuestiones culturales, el reconocimiento de los valores locales y la creación de una identidad cultural nacional.

## Premiados
| Año  | Artista(s)                                                                                                   | Jurado                                                                               |
| ---- | --- | ------------------------------------------------------------------------------------ |
| 1995 | Jorge Damiani (1.er Premio), Clarel Neme, Amalia Nieto, Juan Storm, Américo Spósito                          | Jorge Abbondanza, Jorge Glusberg, Ángel Kalenberg.                                   |
| 1996 | María Freire, Manuel Pailós, Nelson Ramos                                                                    | Humberto Capote, Ricardo Pascale, Ángel Kalenberg, Jorge Abbondanza.                 |
| 1997 | Guillermo Fernández, Hermenegildo Sábat, Alfredo Testoni                                                     | Humberto Capote, Ricardo Pascale, Ángel Kalenberg, Jorge Abbondanza.                 |
| 1998 | Mario Lorieto, Hugo Nantes, Octavio Podestá                                                                  | Humberto Capote, Ricardo Pascale, Ángel Kalenberg.                                   |
| 1999 | Cecilia Brugnini, Jorge Abbondanza/ Enrique Silveira, Águeda Dicancro, Wifredo Díaz Valdéz, Antonio Frasconi | Humberto Capote, Ricardo Pascale, Ángel Kalenberg.                                   |
| 2000 | Miguel Battegazzore, Manuel Espínola Gómez                                                                   | Ricardo Pascale, Ángel Kalenberg, Guillermo Gómez Platero, Carlos Ranguís.           |
| 2001 | Rimer Cardillo, Enrique Fernández Broglia, Ignacio Iturria, Clever Lara.                                     | Ángel Kalenberg, Carlos Ranguis, Ricardo Pascale, Jorge Abbondanza.                  |
| 2002 | Lacy Duarte, Carlos Musso, Carlos Tonelli                                                                    | Jorge Abbondanza, Ángel Kalenberg, Ricardo Pascale.                                  |
| 2003 | Fernando Cabezudo, Anhelo Hernández, Ernesto Vila                                                            | Jorge Abbondanza, Aureliano Berro, Ángel Kalenberg, Olga Larnaudie, Ricardo Pascale. |
| 2004 | Dumas Oroño, Magalí Sánchez, Jorge Sosa                                                                      | Jorge Abbondanza, Aureliano Berro, Ángel Kalenberg, Olga Larnaudie, Ricardo Pascale. |
| 2005 | Rodolfo Ian Uricchio, Clemente Padín, Nelbia Romero                                                          | Patricia Bentancur, Olga Larnaudie, Alfredo Torres.                                  |
| 2006 | Leonilda González, Carlos Caffera, Mario Sagradini                                                           | Pablo Thiago Rocca, Fernando Loustaunau, Alicia Haber.                               |
| 2007 | Haroldo González, Yamandú Canosa, Manuel Aguiar                                                              | Nelson Di Maggio, Patricia Bentancur, Clio Bugel.                                    |
| 2008 | Gladys Afamado, Fernando Álvarez Cozzi, Hugo Alíes                                                           | Olga Larnaudie, Enrique Aguerre, Manuel Neves.                                       |

A partir del comodato firmado entre el Banco Central del Uruguay y el Ministerio de Educación y Cultura en 2009 el Premio Figari pasó a ser gestionado por la Dirección Nacional de Cultura del Ministerio de Educación y Cultura y el Museo Figari. Ese año no se realizó y es a partir de 2010 que se entrega a un único artista en cada edición.
| Año  | Artista(s)                                             | Jurado                                                        |
| ---- | ------------------------------------------------------ | ------------------------------------------------------------- |
| 2010 | Diana Mines                                            | Octavio Podestá, Nelbia Romero, Pedro Da Cruz.                |
| 2011 | Oscar Larroca                                          | Jorge Abbondanza, Águeda Dicancro, Tatiana Oroño.             |
| 2012 | Marco Maggi                                            | Patricia Bentancur, Ignacio Iturria, Ángel Kalenberg.         |
| 2013 | Carlos Capelán                                         | Sonia Bandrymer, Wifredo Díaz Valdéz, Fernando Loustaunau.    |
| 2014 | Margaret Whyte                                         | Olga Larnaudie, Lacy Duarte, Enrique Aguerre.                 |
| 2015 | Domingo Ferreira                                       | Patricia Bentancur, Haroldo González, Gabriel Peluffo Linari. |
| 2016 | Pablo Uribe                                            | Diana Mines, Alfredo Torres, Ricardo Pascale.                 |
| 2017 | Daniel Gallo                                           | Oscar Larroca, Raquel Pereda, María Elisa Roubaud.            |
| 2018 | Marcelo Legrand                                        | Alicia Haber, Margaret Whyte, Hugo Achugar.                   |
| 2019 | Virginia Patrone                                       | Riccardo Boglione, Verónica Panella, Silvia Listur.           |
|      | en 2020 no se realizó debido a la pandemia de COVID-19 |                                                               |
| 2021 | Linda Kohen                                            | María Eugenia Grau, Daniel Gallo, Elena O'Neill.              |
| 2022 | Juan de Andrés                                         | Silvana Bergson, Marcelo Legrand, Joaquín Ragni.              |
| 2023 | Pilar González                                         | Domingo Ferreira, María Frick, Elisa Pérez Buchelli.          |
| 2024 | José Gamarra                                           | María Eugenia Méndez, Emma Sanguinetti, Pablo Uribe.          |